# Humle-ofrys
Humle-ofrys, Ophrys bombyliflora är en orkidéart som beskrevs av Heinrich Friedrich Link. Humle-ofrys ingår i ofryssläktet, och familjen orkidéer. Inga underarter finns listade i Catalogue of Life.

## Bildgalleri

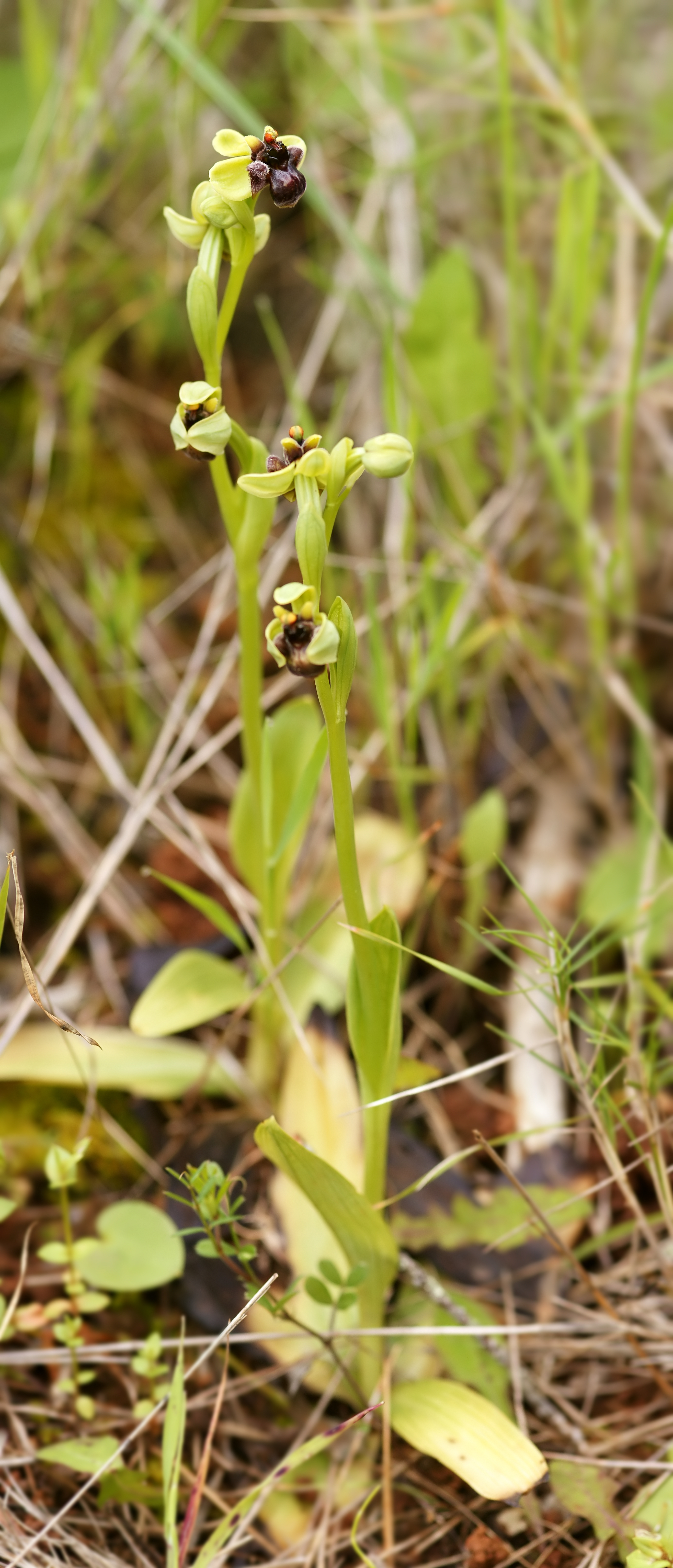
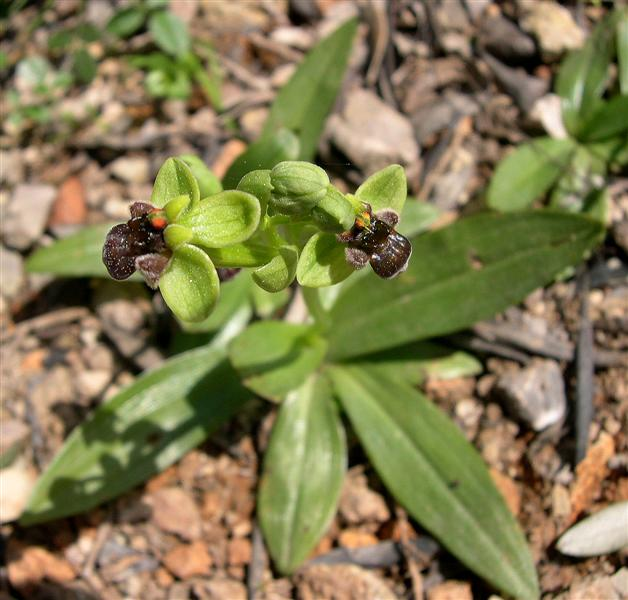
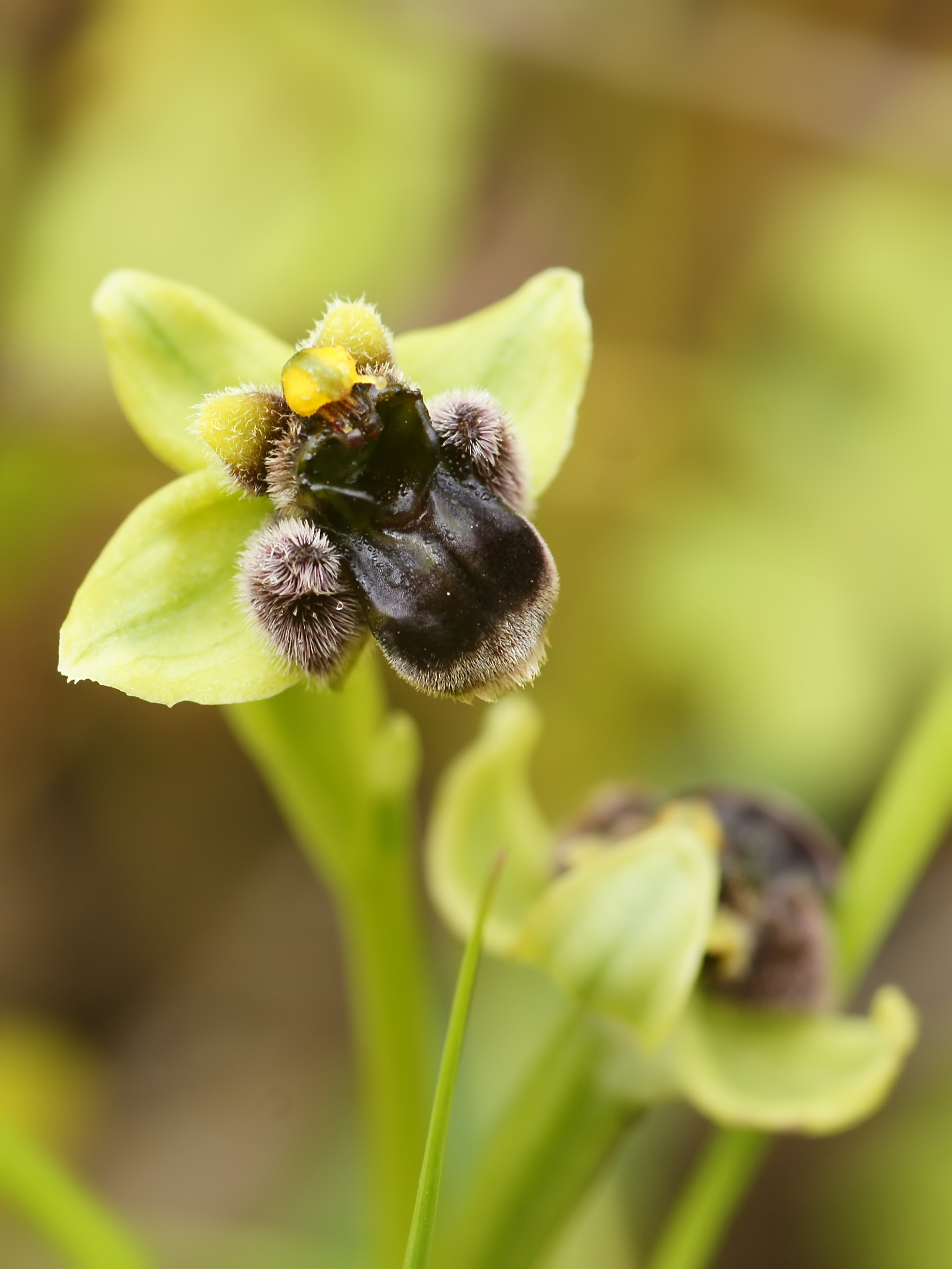
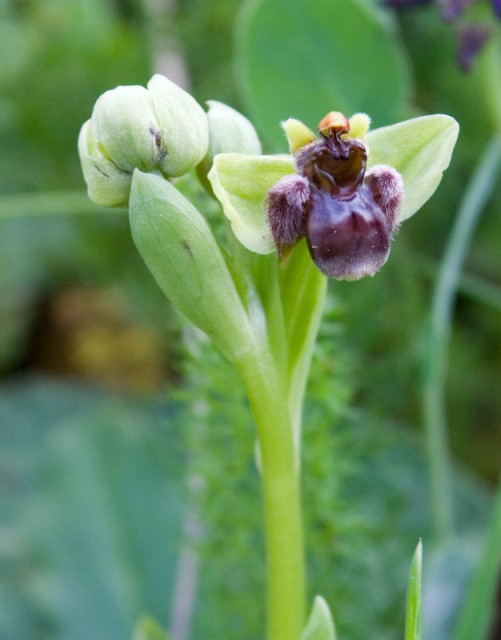
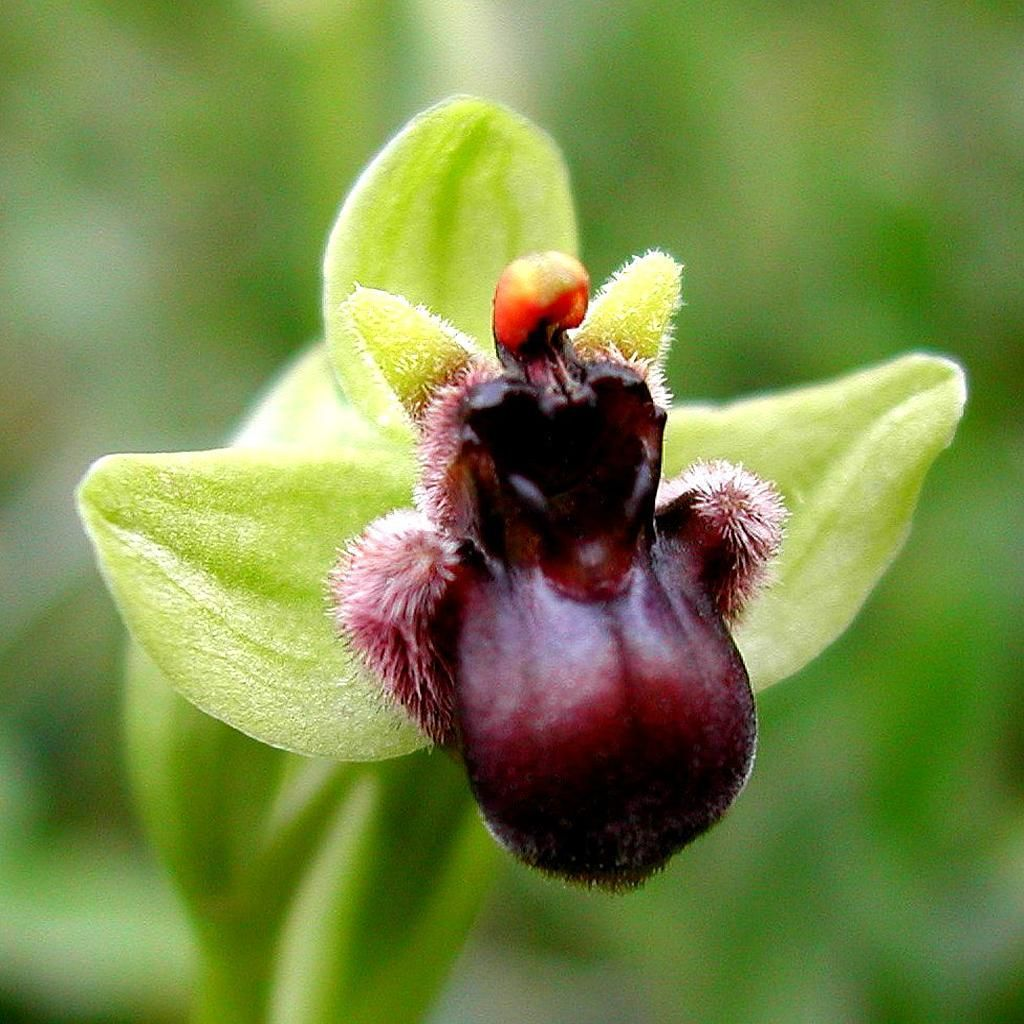
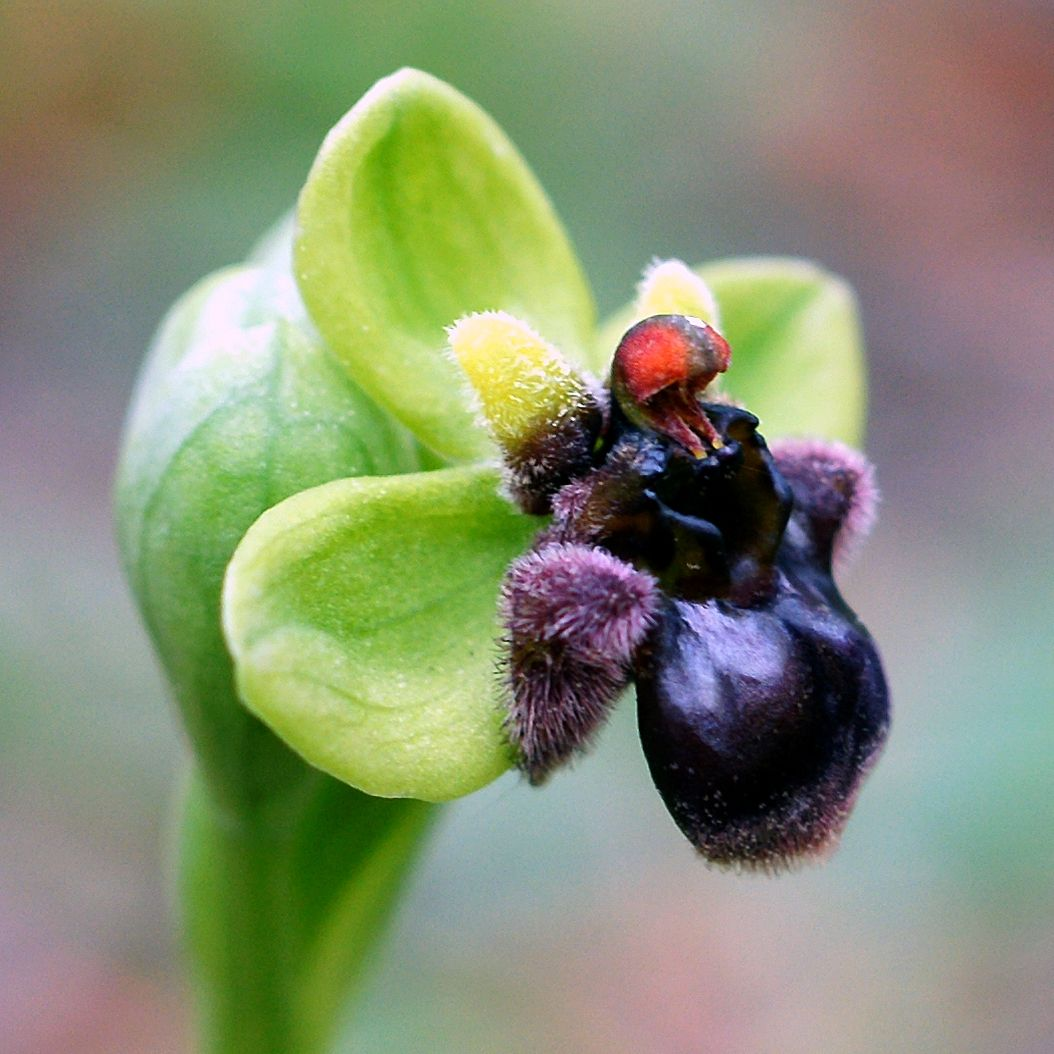